# Kruciform
Kruciform je v Kantosu Hyperionu fiktivní růžový parazit ve tvaru kříže. Svému nositeli daruje nesmrtelnost.
Kruciformy vytvořilo technojádro a umístilo je původně do stěn labyrintů na devíti známých labyrintových planetách; samotné labyrinty byly postavené ve vzdálené budoucnosti a poslány časem nazpět, stejně jako například Hrobky času.
Kruciform má tedy tvar latinského kříže a slabě růžově září. Umisťuje se na hruď svého hostitele, a není technicky možné jej odstranit. Nositel může mít i více kruciformů.

## Fungování kruciformu
Každý kruciform zhruba den po svém umístění přijme DNA svého nositele a vytvoří síť vlastních vláken, která prorostou jeho organismem. V případě smrti hostitele tak kruciform obnoví jeho tělo a fyzickou podobu právě z těchto vláken a ze své vlastní energie. Bytosti Jádra mohou tyto kruciformy používat ke způsobení nepředstavitelné bolesti jeho nositeli.

## Výskyt a využití
Kruciformy se poprvé objevily na Hyperionu u kmene Bikurů. Bikurové byli potomky prvních kolonizátorů Hyperionu, kteří se dostali do kontaktu se Štírem a ten je tak obdaroval nesmrtelností. V této době jsou však kruciformy nedokonalé; při zabití nositele jej sice oživí, zároveň však způsobuje časem ztrátu pohlavnosti a inteligence.
Technojádro nakonec zdokonalilo technologii parazita natolik, že když se vlády nad vesmírem ujal Pax, mohli jej přijmout obyvatelé všech jeho planet a to bez jakýchkoliv vedlejších účinků. Díky tomu tak může Pax uvést do provozu speciální druh pohonu kosmických lodí. Ty jsou schopné cestovat rychleji než světlo, při zrychlovacím manévru však dojde k zabití celé posádky kvůli nepředstavitelnému přetížení. Kruciformy v kombinaci s oživovacími nadržemi však do dvou dnů po zpomalení zařídí její oživení. Nesmrtelný je také papež; v historii Paxu jsou tak de facto vlastně papežové dva – otec Paul Duré (jako Teilhard I., který je ale v budoucnosti stále vražděn, aby se nedostal do funkce papeže) a Lenar Hoyt, který je několikrát oživen a vystřídá tak několik jmen (Julius IV. až Urban XVI.). V budoucnu se ale ukáže, že kruciformy používá technojádro, aby využívalo "předsmrtnou" aktivitu mozku k vlastním účelům, čímž je ještě zdokonalen hyper-parazitický systém dříve uplatňován pomocí přenašečů.